# Toter-Winkel Aufkleber
1. redirectSignalisation Angles Morts